# Conseil provincial (Belgique)
 (avril 2020).
Si vous disposez d'ouvrages ou d'articles de référence ou si vous connaissez des sites web de qualité traitant du thème abordé ici, merci de compléter l'article en donnant les références utiles à sa vérifiabilité et en les liant à la section « Notes et références ».

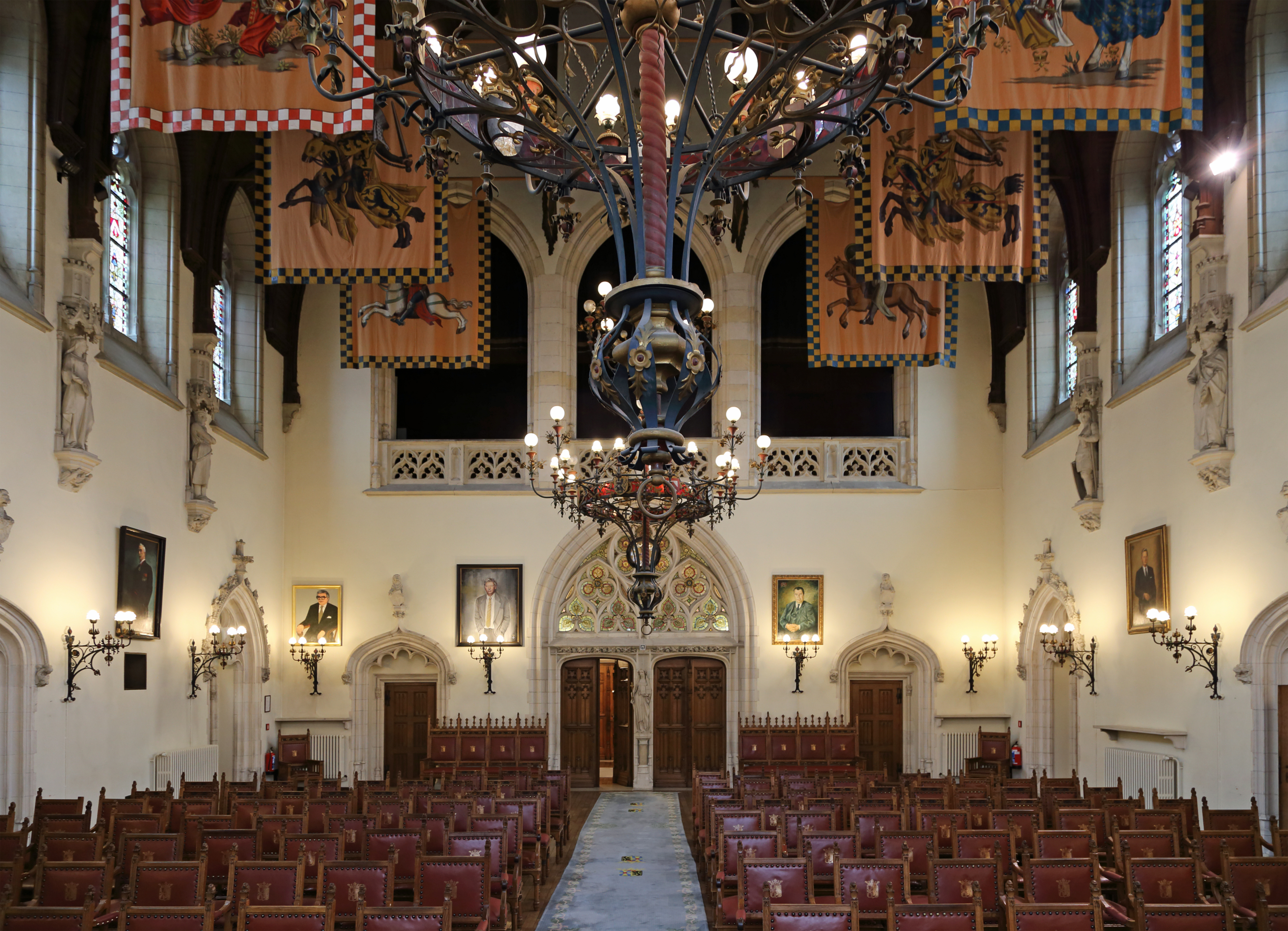
La salle du conseil du palais provincial de Bruges, dans la province de Flandre-Occidentale.

Le conseil provincial est l'assemblée législative d'une province en Belgique. Il est composé de conseillers provinciaux, élus tous les 6 ans lors des élections communales et provinciales qui désignent, par la suite, des députés provinciaux, afin d'assurer le pouvoir exécutif.
Le conseil travaille en collaboration avec le gouverneur provincial, nommé, lui, par le roi des Belges et représentant l’État fédéral.

## Histoire
Le 4 octobre 1830, soit peu après la Révolution belge, les provinces méridionales catholiques déclarent leur indépendance du Royaume uni des Pays-Bas, et créent les huit provinces de Belgique (à laquelle vient s'ajouter la province de Luxembourg après le traité des XXIV articles du 19 avril 1839). Le nouveau roi des Belges y nomme alors un gouverneur et leur fonctionnement politique reprend à peu près l'ancien système des États provinciaux néerlandais, lui-même basé sur les États provinciaux de la République des Provinces-Unies, dans l'Ancien Régime. Le conseil provincial siège dans les différents palais provinciaux, établis dans les chefs-lieux des provinces.

## Fonctionnement

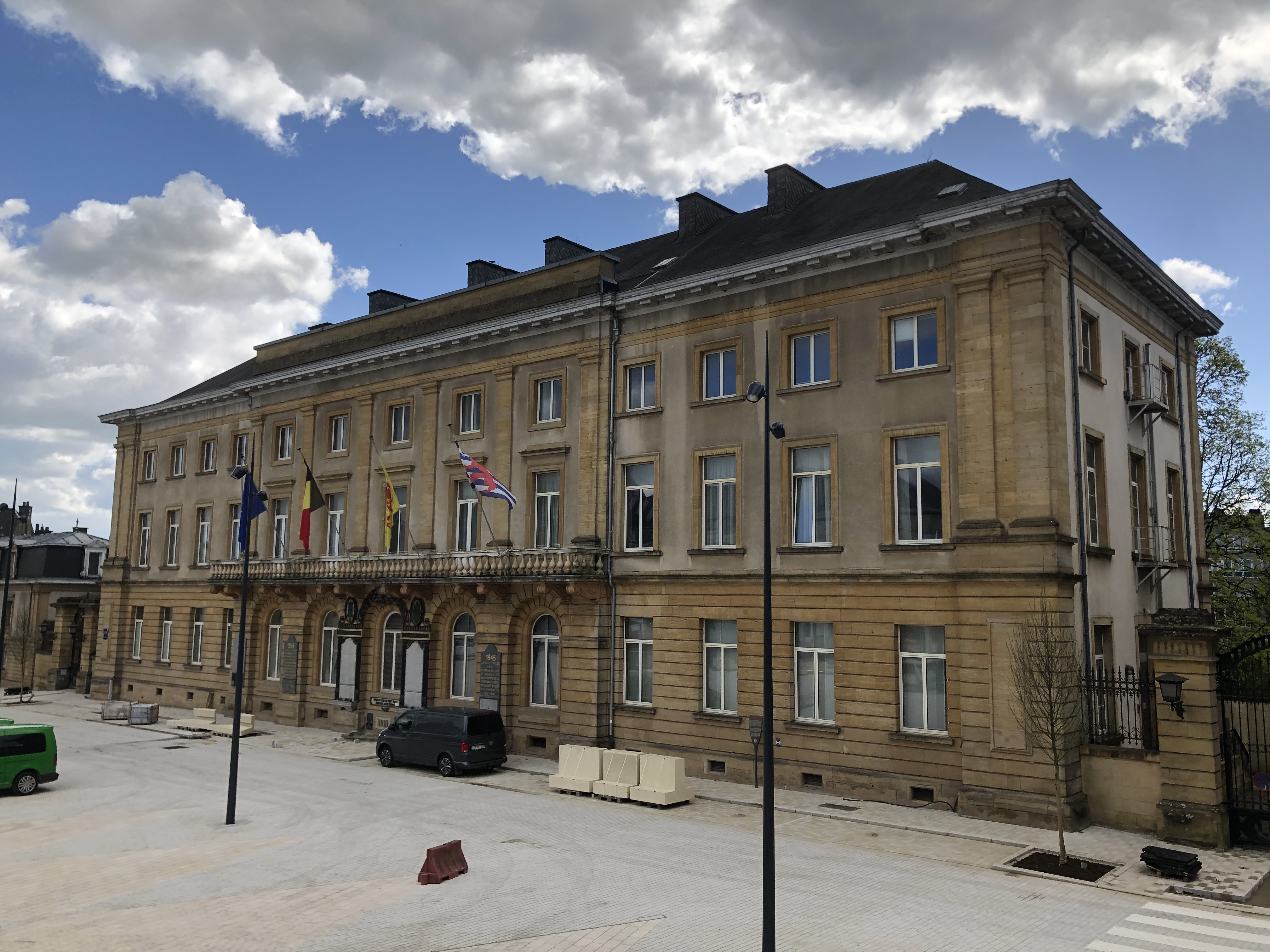
Le palais provincial d'Arlon, chef-lieu de la province de Luxembourg.

### Élections
Les élections du conseil provincial au suffrage universel ont lieu tous les 6 ans en même temps que les élections communales, le deuxième dimanche d'octobre. 
Les conseillers sont élus à la représentation proportionnelle, plus précisément, via le système d'Hondt. C'est le système habituel pour la plupart des élections en Belgique. Au niveau des provincial, ce système ne s'applique pas sur une circonscription unique mais dans des petites circonscriptions électorales, appelées districts avec un système d'apparentement au niveau de la circonscription. Cet apparentement signifie que la plupart des sièges sont répartis proportionnellement au niveau de la circonscription mais que certains sièges sont répartis au niveau du district. Le nombre de sièges dépend de la population et peut ainsi changer tous les six ans.

### Composition
Le tableau ci-dessous donne le nombre de conseillers provinciaux par provinces après les élections communales et provinciales belges de 2018 :
| Région flamande (351) - Anvers : 72 - Limbourg : 63 - Flandre-Orientale : 72 - Brabant Flamand : 72 - Flandre-Occidentale : 72 | Région wallonne (223) - Hainaut : 56 - Liège : 56 - Luxembourg : 37 - Namur : 37 - Brabant Wallon : 37 | Région de Bruxelles-Capitale - Arrondissement de Bruxelles-Capitale |

### Conseil
Le conseil provincial élit parmi ses membres l'exécutif provincial appelé également députation permanente. Il s'agit du pouvoir exécutif de la province qui dirigée par le gouverneur nommé par le roi. Le conseil provincial se réunit aussi souvent que nécessaire, avec un minimum de dix réunions par an, ce qui équivaut souvent à une fois par mois. Le président du conseil provincial est responsable de la convocation du conseil provincial et fixe l'ordre du jour de la réunion. Le conseil provincial est comparable aux États provinciaux hollandais, ils élisent la députation provinciale après leurs élections quadriennales provinciales. Le conseil exécutif est similaire au pouvoir exécutif provincial belge.
Les réunions du conseil provincial sont publiques, sauf pour en ce qui concerne les questions personnelles, ou si le conseil provincial décide aux deux tiers de ses membres présents que le huis clos est requis pour des raisons d'ordre public ou sur base de sérieuses objections à la divulgation. Le procès-verbal de la séance publique du conseil provincial sont accessibles au public et, si nécessaire, peuvent être obtenus en faisant usage des législations sur la transparence administrative. Tout citoyen peut soumettre une pétition au conseil provincial sur une question qui relève de la responsabilité de la province.

### Structure
| Conseil provincial | Conseil provincial | Supranational                                                   | National             | National                  | Communautés | Régions                                                                                  | Provinces | Arrondissement | District provincial | Canton | Commune            | District              |
| ------------------ | ------------------ | --------------------------------------------------------------- | -------------------- | ------------------------- | --- | ---------------------------------------------------------------------------------------- | --- | -------------- | ------------------- | ------ | ------------------ | --------------------- |
| Administration     | Niveau             | Union européenne                                                | Belgique             | Belgique                  | Communauté flamande Communauté française Communauté germanophone                                                       | Région flamande Région wallonne Région de Bruxelles-Capitale                             | Province d'Anvers Province de Limbourg Province de Flandre-Orientale Province de Flandre-Occidentale Province du Brabant flamand Province de Liège Province de Hainaut Province de Namur Province du Brabant wallon Province de Luxembourg | 43             |                     | 209    | 589                | 9                     |
| Administration     | Exécutif           | Commission européenne                                           | Gouvernement fédéral | Gouvernement fédéral      | Gouvernement flamand Gouvernement de la Communauté française Gouvernement de la Communauté germanophone de Belgique    | Gouvernement flamand Gouvernement wallon Gouvernement de la Région de Bruxelles-Capitale | Pouvoir exécutif provincial |                |                     |        | Collège communal   | Collège de district   |
| Administration     | Législatif         | Parlement européen                                              | Sénat                | Chambre des représentants | Parlement flamand Parlement de la Communauté française de Belgique Parlement de la Communauté germanophone de Belgique | Parlement flamand Parlement de Wallonie Parlement de la Région de Bruxelles-Capitale     | Conseil provincial |                |                     |        | Conseil communal   | Conseil de district   |
| Administration     | Circonscriptions   | Collège francophone Collège néerlandophone Collège germanophone | 11                   | 11                        | Flandre : 6 Communauté germanophone : 1                                                                                | Wallonie : 13 Bruxelles : 1                                                              | 46 |                |                     |        | 589                | 9                     |
| Élection           | Élection           | Élection européenne                                             | Fédérale             | Fédérale                  | Élection flamande, élection Germanophone                                                                               | Élection bruxelloise, élection Wallonne                                                  | Élection provinciale |                |                     |        | Élection communale | Élection de district- |